# سیارک ۲۳۸۹۰
سیارک ۲۳۸۹۰ (به انگلیسی: 23890 Quindou، نامگذاری:1998SO35) بیست و سه هزار و هشتصد و نودمین سیارک کشف شده‌است که در ۲۲ سپتامبر ۱۹۹۸ کشف شد.
قدر مطلق سیارک برابر ۱۵.۵ است.